# Fiumalbo
Fiumalbo – miejscowość i gmina we Włoszech, w regionie Emilia-Romania, w prowincji Modena.
Według danych na rok 2004 gminę zamieszkiwało 1370 osób, 35,1 os./km².